# Hylephilacris
Hylephilacris is een geslacht van rechtvleugeligen uit de familie Romaleidae. De wetenschappelijke naam van dit geslacht is voor het eerst geldig gepubliceerd in 1978 door Descamps.

## Soorten
Het geslacht Hylephilacris omvat de volgende soorten:
- Hylephilacris corticicolor Descamps, 1978
- Hylephilacris magnicornis Descamps, 1978